# Chase Utley
Chase Cameron Utley (né le 17 décembre 1978 à Pasadena, Californie, États-Unis) est un joueur de deuxième but des Dodgers de Los Angeles de la Ligue majeure de baseball. 
De 2003 à 2015, Utley évolue pour les Phillies de Philadelphie, qu'il représente 6 fois au match des étoiles et avec qui il gagne la Série mondiale 2008. Il reçoit 4 Bâtons d'argent et un Prix Fielding Bible.

## Carrière
Chase Utley est repêché le 3 juin 1997 à la fin de ses études secondaires par les Dodgers de Los Angeles au deuxième tour de sélection, mais il ne signe pas et passe trois ans à UCLA où il joue pour les Bruins de 1998 à 2000.
Utley rejoint les professionnels après le repêchage amateur du 5 juin 2000 où il est choisi au premier tour (15e choix) par les Phillies de Philadelphie. Il perçoit un bonus de 1,78 million de dollars à la signature de son premier contrat professionnel le 29 juillet 2000.

### Phillies de Philadelphie
Après avoir évolué pendant deux saisons en ligues mineures, Utley fait ses débuts en Ligue majeure avec les Phillies de Philadelphie le 4 avril 2003.
Utley remporte quatre fois de suite le Bâton d'argent comme meilleur joueur de deuxième but offensif de la Ligue nationale (2006-2009). 
En 2006, il mène la Ligue nationale avec 131 points marqués. Durant quatre saisons consécutives, de 2005 à 2008, il compte plus de 100 points produits. Pendant trois années de suite, de 2007 à 2009, il est le joueur du baseball majeur le plus souvent atteint par un lancer (25, 27 et 24 fois, respectivement).
Il fait partie de l'équipe des Phillies championne de la Série mondiale 2008.

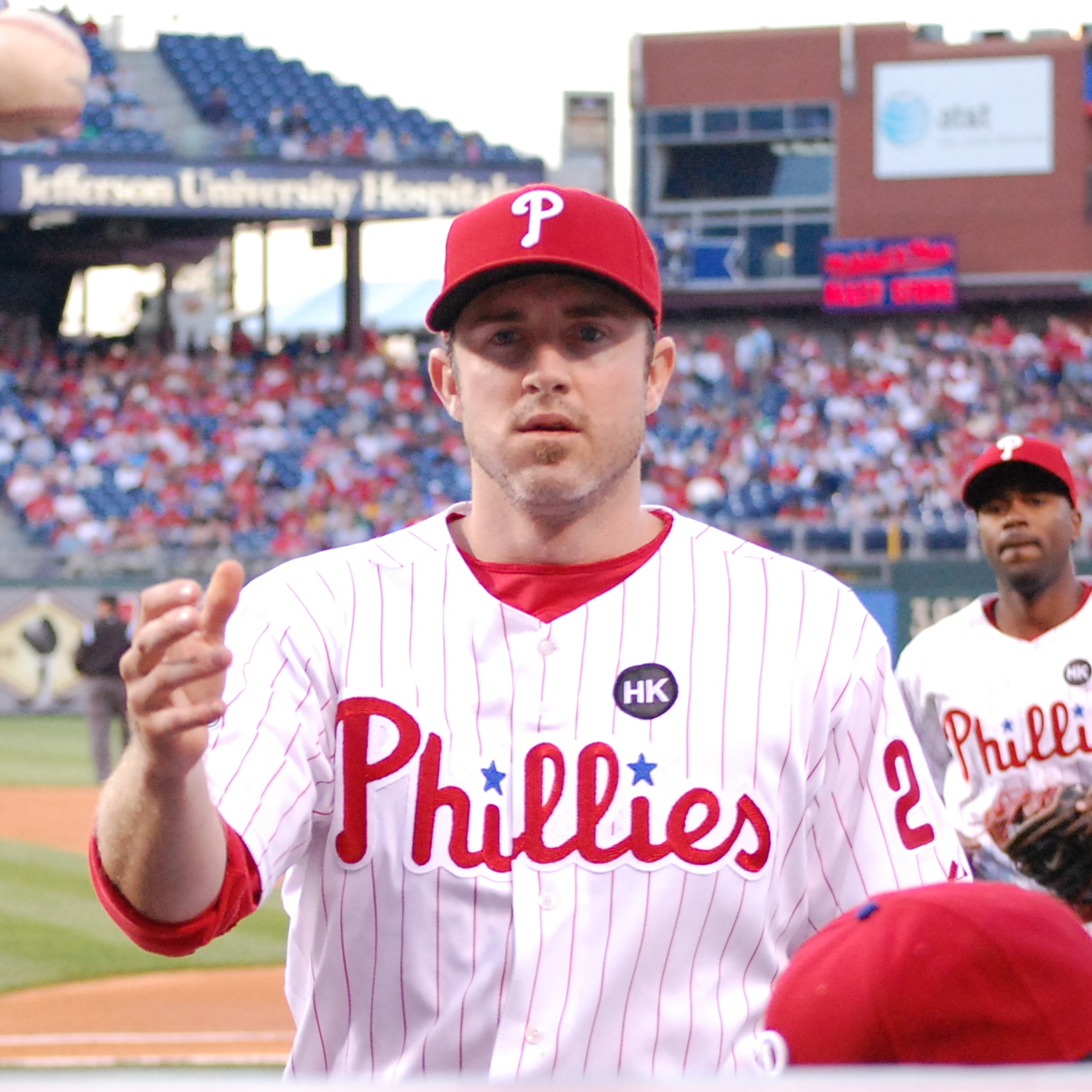
Chase Utley en 2009.

En 2010, il souffre d'une fracture de la main peu avant la pause de mi-saison et rate près de deux mois d'activité. Il termine la saison avec une moyenne au bâton de ,275. Il frappe 75 coups sûrs, 15 circuits et totalise 65 points produits, ses chiffres offensifs les plus bas depuis 2004. La chose s'explique par son faible nombre de parties jouées (115). Le 28 avril à San Francisco, il frappe son 1000e coup sûr en carrière, face au releveur des Giants, Brian Wilson. Il est le 32e joueur à frapper 1000 coups sûrs avec les Phillies. Le 25 juin à Philadelphie contre les Mets, Utley dispute son 1000e match dans l'uniforme des Phillies.
L'année suivante, il commence la saison sur la liste des blessés et rate les 46 premières parties de son équipe en raison d'une tendinite au genou droit. Ce n'est que le 23 mai qu'il commence sa saison. Peu de détails sont révélés sur sa blessure et l'on craint même qu'il ne rate une année entière. Utley dispute finalement 103 matchs, et affiche sa plus faible moyenne au bâton en carrière (,259) avec 11 circuits et 44 points produits. Le 26 juillet, il réussit un circuit à l'intérieur du terrain à Philadelphie dans un match contre San Francisco. Il connaît d'excellentes séries éliminatoires malgré l'élimination rapide des Phillies : sept coups sûrs et une moyenne au bâton de ,438 en cinq matchs de Série de divisions contre Saint-Louis.
Sa blessure chronique au genou droit le tient à l'écart du jeu encore une fois au début de la saison 2012 des Phillies. Il rate les 76 premières parties de son club et ne rejoint ses coéquipiers que le 27 juin. À sa première apparition au bâton de l'année, il frappe un coup de circuit contre James McDonald des Pirates de Pittsburgh.
En 2014, Utley est invité à son 6e match d'étoiles. Après une forte première demie de saison, la vedette des Phillies est voté comme joueur de deuxième but partant de la formation d'étoiles de la Ligue nationale. Il frappe un double, marque et produit un point dans le match.

### Dodgers de Los Angeles
Le 19 août 2015, les Phillies échangent Chase Utley aux Dodgers de Los Angeles contre deux athlètes des ligues mineures : le joueur d'utilité Darnell Sweeney et le lanceur droitier John Richy.
Chase Utley est suspendu pour une glissade jugée dangereuse ayant blessé Rubén Tejada des Mets de New York le 10 octobre 2015 dans le second match de leur Série de divisions. Glissant au deuxième but au dernier moment possible pour tenter de prévenir un double jeu, il ne touche jamais au coussin et percute violemment le joueur d'arrêt-court des Mets, qui a la fibula de la jambe droite fracturée. Ce jeu permet aux Dodgers de prolonger une manche où ils marquent 4 points, effaçant l'avance des Mets pour gagner la rencontre. Suspendu pour les deux matchs suivants, il porte en appel cette décision de la ligue, ce qui lui donne le droit d'être en uniforme pour les 3 autres rencontres de cette série perdue par les Dodgers, mais il ne fait qu'une seule apparition au bâton à Los Angeles, évitant les foudres des partisans de New York qui ne le voient pas entrer en jeu. Pour interdire les glissades similaires à celle d'Utley, la ligue change adopte avant la saison 2016 un nouveau règlement, surnommé « règle Chase Utley ».
Le 9 décembre 2015, Utley, qui est devenu agent libre, signe un contrat d'une saison à 7 millions de dollars avec les Dodgers.

## Statistiques
| Saison | Équipe       | G    | AB   | R   | H    | 2B  | 3B | HR  | RBI | SB | BA   |
| ------ | ------------ | ---- | ---- | --- | ---- | --- | -- | --- | --- | -- | ---- |
| 2003   | Philadelphie | 43   | 134  | 13  | 32   | 10  | 1  | 2   | 21  | 2  | .239 |
| 2004   | Philadelphie | 94   | 267  | 36  | 71   | 11  | 2  | 13  | 57  | 4  | .266 |
| 2005   | Philadelphie | 147  | 543  | 93  | 158  | 39  | 6  | 28  | 105 | 16 | .291 |
| 2006   | Philadelphie | 160  | 658  | 131 | 203  | 40  | 4  | 32  | 102 | 15 | .309 |
| 2007   | Philadelphie | 132  | 530  | 104 | 176  | 48  | 5  | 22  | 103 | 9  | .332 |
| 2008   | Philadelphie | 159  | 607  | 113 | 177  | 41  | 4  | 33  | 104 | 14 | .292 |
| 2009   | Philadelphie | 156  | 571  | 112 | 161  | 28  | 4  | 31  | 93  | 23 | .282 |
| 2010   | Philadelphie | 115  | 425  | 75  | 117  | 20  | 2  | 16  | 65  | 13 | .275 |
| Totaux | Totaux       | 1006 | 3735 | 677 | 1095 | 237 | 28 | 177 | 650 | 96 | .293 |

| Saison | Équipe       | G  | AB  | R  | H  | 2B | 3B | HR | RBI | SB | BA   |
| ------ | ------------ | -- | --- | -- | -- | -- | -- | -- | --- | -- | ---- |
| 2007   | Philadelphie | 3  | 11  | 0  | 2  | 0  | 0  | 0  | 0   | 0  | .182 |
| 2008   | Philadelphie | 14 | 50  | 10 | 11 | 3  | 0  | 3  | 9   | 3  | .220 |
| 2009   | Philadelphie | 15 | 54  | 15 | 16 | 1  | 0  | 6  | 10  | 3  | .296 |
| 2010   | Philadelphie | 9  | 33  | 9  | 7  | 1  | 0  | 1  | 5   | 4  | .212 |
| Totaux | Totaux       | 41 | 148 | 33 | 36 | 5  | 0  | 10 | 24  | 10 | .243 |

Note : G = Matches joués ; AB = Passages au bâton; R = Points ; H = Coups sûrs ; 2B = Doubles ; 3B = Triples ; 
HR = Coup de circuit ; RBI = Points produits ; SB = Buts volés ; BA = Moyenne au bâton.